# Verfassungsreferendum in Äthiopien 1987
Das Verfassungsreferendum in Äthiopien 1987 war die erste Volksabstimmung für eine Verfassung in der Geschichte Äthiopiens.
Die vorherigen Verfassungen, die Verfassung des Kaiserreichs Abessinien von 1931 und die Verfassung des Kaiserreichs Äthiopien von 1955, wurden zu Zeiten des Kaiserreichs vom Imperator Haile Selassie I. ohne Volksabstimmung eingeführt.
Nach dem Ende des diktatorischen Provisorischen Militärverwaltungsrates (DERGUE), war bei der Parlamentswahl von 1987 nur eine einzige Partei (die Äthiopische Arbeiterpartei) zugelassen; sie fand am 14. Juni 1987 statt und wählte zugleich Mengistu Haile Mariam zum Präsidenten der Demokratischen Volksrepublik Äthiopien. Im selben Jahr wurde zuvor am 1. Februar eine Volksabstimmung abgehalten, die mit 81 % angenommenen Ja-Stimmen eine Verfassungsänderung formalisierte und das Land zumindest im Anschein in eine Demokratie umwandelte.
Die Verfassung der Demokratischen Volksrepublik Äthiopien wurde schließlich nach einem Referendum am 1. Februar 1987 vom Volk angenommen und trat am 22. Februar 1987 in Kraft.

## Ergebnis
Von den registrierten 14.570.011 Wählern gaben offiziell 14.035.718 ihre Stimme ab. Damit lag die Wahlbeteiligung bei 96,3 %. Von diesen stimmten offiziell 81 % für die Verfassung und 19 % dagegen. 1 Prozent der Stimmen waren ungültig.
Obwohl dies die erste Wahl in äthiopien Geschichte basierend auf dem allgemeinen Wahlrecht war, stellte das Vorhandensein von Kadern der Arbeiterpartei Äthiopiens im ganzen Land sicher, dass die Verfassung verabschiedet werden würde. In den Provinzen Tigray und Eritrea aber, hielt das Regime Volksabstimmungen nur in städtischen Zentren, weil viele dieser Gebiete durch die Volksbefreiungsfront von Tigray und die Eritreische Volksbefreiungsfront kontrolliert wurden. In anderen Orten und Regionen, wie in Teilen von Wällo und Begemder, fand die Abstimmung nur unter erhöhten Sicherheitsmaßnahmen statt.